# Пузыревский, Александр Казимирович
Александр Казимирович Пузыревский (1845—1904) — русский генерал от инфантерии, военный историк, писатель.

## Биография
Родился в 3 февраля (по другим источникам, 3 октября) 1845 года в Бесарабской губернии в семье армейского полковника Казимира Александровича Пузыревского. Воспитывался в 1-м кадетском корпусе.
В 1863 году начал службу прапорщиком в 10-й батарее 5-й конно-артиллерийской бригады. Молодым офицером принимал участие в боевых действиях против польских мятежников.
С 1870 по 1873 годы учился в Николаевской Академии Генерального штаба. По окончании её занимал штабные должности в войсках гвардии и Петербургского военного округа. За отличные успехи в науках ему присвоено звание капитана.
Новое назначение на должность старшего адъютанта штаба 1-й гвардейской пехотной дивизии с переводом в генеральный штаб последовало 25 октября 1875 года.
В 1875 году Афанасий Евлампиевич Станкевич, заслуженный профессор Академии генерального штаба, приняв кафедру истории военного искусства, привлёк к преподавательской работе Пузыревского. Александр Казимирович вёл практические занятия по тактике и читал лекции по истории военного искусства XVII и XVIII веков.
Во время русско-турецкой войны 1876—1877 годов находился в действующей армии на балканском театре военных действий. Большую часть похода Пузыревский проделал в составе Западного отряда генерала Гурко, будучи начальником штаба передового (Западного) отряда. Участвовал в сражении под Горным Дубняком, блокаде Плевны, при взятии Телишской и Правецкой Укреплённых позиций, в переходе через Балканы, в Ташкиссенском сражении, в трёхдневном бою при взятии Филлиполя и разгроме армии Сулеймана-паши и в походе к Адрианаполю. По итогам войны получил три ордена и чин полковника.
По возвращении преподавал в академии Генерального штаба. С марта 1881 года стал преемником Станкевича на кафедре истории военного искусства. Сперва Пузыревский пользовался записками Станкевича, но затем выработал свой курс, значительно превосходивший курс его предшественника. Курс, читавшийся Пузыревским, охватывал обширный период: средневековье, XVII и начало XVIII веков.
В 1881 году по представлению начальника академии М. И. Драгомирова, без защиты диссертации, за успешную преподавательскую работу, было присвоено звание адъюнкт-профессора.
С 1884 по 1890 года Александр Казимирович — профессор академии Генерального штаба.
Некоторое время преподавал Александру III историю военного искусства, занимался с ним теоретическим и практическим изучением кавалерийских уставов.
14 октября 1889 года Пузыревскому присвоили звание профессора военного искусства. Одновременно состоял начальником штаба 2-й гвардейской кавалерийской дивизии, затем исполняющим должность помощника начальника канцелярии Военного министерства.
С 19 января 1890 года по рекомендации фельдмаршала И. В. Гурко Пузыревский был назначен начальником штаба войск Варшавского военного округа, это назначение помешало ему закончить труд по истории русско-турецкой войны. Он успел написать только введение, которое было издано отдельной книгой в 1889 году под названием «Русская армия перед войной 1877—1878 года». В ней описаны организация и состояние русской армии. Служба в штабе отвлекала Пузыревского от научной работы. За все время службы он написал только одну военно-историческую работу — «Кавалерийская атака при Сомо-Сиере в Испании 30 ноября 1908 года». Несмотря на занятость по службе Пузыревский довольно часто выступал в печати с рецензиями и статьями на современные военные темы. В это же время им много делалось для распространения военно-научных знаний: организовал при штабе собрание, где офицеры читали доклады по различным военным вопросам, создал «Варшавский военный журнал».
В 1901 году был произведён в генералы от инфантерии и назначен помощником командующего войсками Варшавского военного округа.
С марта 1904 года Пузыревский — член Государственного совета.
Умер 10 мая 1904 года в Варшаве. Похоронен рядом с женой на православном кладбище г. Варшавы

## Публицистика
Кроме многочисленных статей в журналах и газетах Пузыревским написаны военно-исторические труды по различным областям военного искусства. Некоторые его труды вышли в переводах на немецком, французском и польском языках.
Пузыревский принимал активное участие в составлении «Энциклопедии военных и морских наук», где под инициалами «А.К.П» помещено немало статей по военному искусству и военной истории.
Кроме как военный историк, Александр Казимирович известен как военный библиограф. Им подготовлены «Основные каталоги для войсковых офицерских библиотек и сборники тем для бесед офицеров на войсковых собраниях» Этот каталог на протяжении 13 лет выдержал 4 переиздания.

### Сочинения
- Воспоминания офицера генерального штаба о войне 1877—1878 гг. в Европейской Турции (СПб., 1879)
- Зимний переход через Балканы отряда генерал-адъютанта Гурко (СПб., 1881)
- Десять лет назад. Война 1877—1878 гг. (СПб., 1887)
- Записки по истории военного искусства в эпоху 30-летней войны (СПб., 1882)
- История военного искусства в средние века (V—XVI стол.) (СПб., 1884)
- Польско-русская война 1831 года (СПб., 1886)
- Кавалерийская атака при Сомо-Сиерре в Испании
- Полевая служба по новому уставу (2-е изд., СПб., 1884)
- История военного искусства в средние века (СПб., 1884)
- Развитие постоянных регулярных армий и состояние военного искусства в век Людовика XIV и Петра Великого (СПб., 1889)
- История военного искусства в эпоху Тридцатилетней войны
- Исследование боя в древние и новейшие времена" (извлечения из французского сочинения Ди-Пика, Варшава, 1893)
- Верди дю Вернуа Упражнения в искусстве вести войска, СПб. 1874 (перевод с немецкого).
- Рюстов История пехоты, СПб., 1876 (перевод с немецкого).

Статьи в газетах и журналах («Новом Времени», «Варшавском Дневнике», «Русском Вестнике», «Русской старине», «Русском инвалиде» и «Военном сборнике»), в том числе:
- Фёдор Клементьевич Гейсмар, в битве под Сточеком 2-го февраля 1831 г. // Русская старина. 1882. — Т. 33. — № 2. — С. 511—514.
- Атлас к истории военного искусства в средние века. СПб., 1884

## Награды

### Награды Российской Империи
- Орден Святого Станислава 3-й степени. (1870 г.)
- Орден Святого Георгия 4-й степени (По итогам русско-турецкой войны, 1878 г.)
- Орден Святого Станислава 2 степени с мечами (По итогам русско-турецкой войны, 1878 г.)
- Орден Святого Владимира 4-й степени с мечами и бантом (По итогам русско-турецкой войны, 1878 г.)[5]
- Орден Святой Анны 2-й степени. (1882 г.)
- Орден Святого Владимира 3-й степени. (1885 г.)
- Орден Святого Станислава 1 степени. (1890 г.)
- Монаршая благодарность (Высочайшим приказом. 1890 г.),
- Высочайшая благодарность (Высочайшим приказом. 1890 г.),
- Монаршая благодарность (Высочайшим приказом 1891 г.),
- Высочайшая благодарность (Высочайшим приказом 1892 г.),
- Высочайшая благодарность (Высочайшим приказом 1894 г.),
- Подарок из кабинета Его Величества (Высочайшим приказом 1894 г.)
- Орден Святой Анны 1-й степени. (1896 г.)
- знак Холмского Свято-Богородицкого братства (1896 г.),
- Высочайшая благодарность (Высочайшим приказом. 1897 г),
- Высочайшая благодарность (Высочайшим приказом. 1900 г.)
- Орден Святого Владимира 2-й степени. (1901 г.)
- Высочайшая благодарность (Высочайшим приказом. 1903 г.)

### Иностранные награды
- Румынский железный крест (1879)
- Офицерский крест французского ордена Почетного Легиона (1886)
- Прусский орден Короны 1 степени (1891 г.)
- Большой офицерский крест французского ордена Почетного Легиона (1896 г.),
- Австрийский орден Железной короны 1-й степени (1897 г.)
- Сиамский орден Короны 1-й степени. (1897 г.)
- Большой крест румынского ордена Короны (1899 г.)
- Персидский орден Льва и Солнца 1-й степени. (1901 г.)[1]

## Чины
- Вступил в службу прапорщиком (12.06.1863 г.).
- Подпоручик (5.03.1866 г.),
- Поручик (29.08.1867 г.),
- Штабс-капитан (31.10.1871 г.),
- Капитан (9.04.1873 г.),
- Подполковник (25.03.1877 г.),
- Генерал-майор (24.04.1887 г.)
- Генерал от инфантерии (с 1901.)[1]

## Семья
- Жена — Евгения Фердинандовна, баронесса фон Корф (1847—1901), сестра Марии Фердинандовны Набоковой, жены Д.Н.Набокова, бабушки В.Набокова.
  - Сын — Иосиф Александрович Пузыревский (1845—1910, Одесса)[9], похоронен на воинском участке Нового одесского кладбища.[10]
  - Приемная дочь (удочерена по высочайшему указу в 1885 году) Евгения (1882—?), замужем за офицером РИА Владимиром Ивановичем Васьяновым[11], сыном Ивана Васильевича Васьянова, публициста, общественного деятеля[12].  Их сын, Борис Владимирович Васьянов (1902/3—1980), жил в Ленинграде, был арестован в 1933 году, выслан из города[13]; также была арестована и выслана из Ленинграда его тетка по отцу Ольга Ивановна Курдюмова (Васьянова)[14][15][16]. Борис Владимирович жил в Сыктывкаре, организовал первый струнный оркестр в городе, много сделал для музыкальной культуры Сыктывкара[17][18][19].

## Прочие сведения
Почетный член конференции Николаевской академии Генерального штаба.
Числился в казачьем сословии по станице Отрадная Баталпашинского отдела Кубанского Казачьего Войска